# Joycelyn Elders
Minnie Joycelyn Elders (nacida Minnie Lee Jones; 13 de agosto de 1933) es una pediatra estadounidense y administradora de salud pública que se desempeñó como Cirujano General de los Estados Unidos de 1993 a 1994. Vicealmirante del Cuerpo Comisionado del Servicio de Salud Pública, fue la segunda mujer, segunda persona de color y primera afroamericana en ocupar el cargo de cirujano general. Elders es conocida por su franca discusión de sus puntos de vista sobre temas controvertidos como la legalización de las drogas, la masturbación y la distribución de anticonceptivos en las escuelas. Se vio obligada a dimitir en diciembre de 1994 en medio de una controversia a raíz de sus opiniones. Actualmente es profesora emérita de pediatría en la Universidad de Arkansas de Ciencias Médicas.

## Temprana edad y educación
Elders nació como Minnie Lee Jones en Schaal, Arkansas, en una familia pobre de aparceros, y era la mayor de ocho hijos y la mejor estudiante de su clase de la escuela. La familia también pasó dos años cerca de un astillero de guerra en Richmond, California antes de regresar a Schaal. En la universidad, cambió su nombre a Minnie Joycelyn Lee. En 1952, recibió su B.S. Licenciada en Biología de Philander Smith College en Little Rock, Arkansas, donde también se comprometió con Delta Sigma Theta. Se casó brevemente con Cornelius Reynolds, un empleado federal, y más tarde con Oliver Elders, un entrenador de baloncesto. Después de trabajar como asistente de enfermería en un hospital de la Administración de Veteranos en Milwaukee durante un período, se unió al Ejército de los Estados Unidos en mayo de 1953 y se convirtió en 2.ª Teniente. Durante sus 3 años en el Ejército, se formó como fisioterapeuta. Luego asistió a la Escuela de Medicina de la Universidad de Arkansas, donde obtuvo su título de M.D. en 1960. Después de completar una pasantía en el Hospital de la Universidad de Minnesota y una residencia en pediatría en el Centro Médico de la Universidad de Arkansas, Elders obtuvo un M.S. en Bioquímica en 1967.

## Directora del Departamento de Salud de Arkansas
En 1987, el entonces gobernador Bill Clinton nombró a Elders como directora del Departamento de Salud de Arkansas, convirtiéndola en la primera mujer afroamericana en el estado en ocupar este puesto. Algunos de sus principales logros mientras estuvo en el cargo incluyen reducir la tasa de embarazos en adolescentes al aumentar la disponibilidad de métodos anticonceptivos, consejería y educación sexual en las clínicas escolares; un aumento de diez veces en las pruebas de detección en la primera infancia de 1988 a 1992 y un aumento del 24 por ciento en la tasa de inmunización para niños de dos años; y una expansión de la disponibilidad de servicios de asesoramiento y pruebas del VIH, exámenes de detección de cáncer de mama y mejores cuidados paliativos para los ancianos. También trabajó arduamente para promover la importancia de la educación sexual, la higiene adecuada y la prevención del abuso de sustancias en las escuelas públicas. En 1992, fue elegida presidenta de la Asociación de Oficiales de Salud Estatales y Territoriales.

## Experiencias con el racismo
Elders creía que la oposición a su nominación como Cirujano General fue impulsada por el sexismo y el racismo. «Algunas personas de la Asociación Médica Estadounidense, cierto grupo de ellos, ni siquiera sabían que yo era médico. Estaban aprobando una resolución para decir que a partir de ahora todo Cirujano General debe ser médico, lo cual que fue un golpe para mi, ... No esperan que una mujer negra haya logrado lo que yo tengo y que haya hecho las cosas que yo tengo».
Durante una entrevista, se le preguntó si se relacionaba con la declaración de Shirley Chisholm sobre sentirse más oprimida como mujer que como afroamericana, y respondió diciendo: «Soy quien soy porque soy una mujer negra». Elders pudo ser la voz de la comunidad afroamericana y hablar sobre la pobreza y su papel en el embarazo adolescente, que es un problema importante dentro de la comunidad. Las madres adolescentes afroamericanas pobres están «cautivas de una esclavitud que la 13.ª Enmienda no anticipó», que es una de las principales razones por las que destacó la importancia de enseñar educación sexual en las escuelas públicas.

## Puntos de vista sobre la educación sexual
Como endocrinóloga, Elders estaba especialmente preocupada por el embarazo de mujeres diabéticas jóvenes. Si las mujeres adolescentes que tienen diabetes quedan embarazadas, tienen una alta probabilidad de que sus cuerpos rechacen al feto o que el feto desarrolle anomalías "en el útero". Para evitar que ocurran estos embarazos, habló a fondo con sus pacientes sobre los peligros del embarazo temprano y la importancia de usar anticonceptivos y tomar el control de su sexualidad tan pronto como comenzaran la pubertad. De las aproximadamente 260 jóvenes diabéticas que trató, solo una quedó embarazada.

### Educación sexual para mujeres jóvenes afroamericanas
Elders abogaba firmemente por la educación sexual y reproductiva, especialmente en las comunidades afroamericanas. Criticó los libros de texto más antiguos que decían que solo las mujeres blancas tenían períodos naturalmente regulares, porque las mujeres blancas usaban anticonceptivos para regular sus períodos. Las mujeres negras no buscaron fácilmente métodos anticonceptivos porque sus "ministros [negros] estaban en el púlpito diciendo que las píldoras anticonceptivas eran un genocidio negro". Ella expresó su disgusto con los hombres negros que explotan a las mujeres negras y las despojan de sus opciones de salud reproductiva, porque "si no puedes controlar tu reproducción, no puedes controlar tu vida".

## Cirujano General de los Estados Unidos
Elders ha recibido un premio de desarrollo profesional de los Institutos Nacionales de Salud, y también se desempeñó como profesora asistente en pediatría en el Centro Médico de la Universidad de Arkansas desde 1967. Fue ascendida a profesora asociada en 1971 y profesora en 1976. Sus intereses de investigación se centraron en endocrinología, y recibió la certificación de la junta como endocrinóloga pediátrica en 1978, convirtiéndose en la primera persona en el estado de Arkansas en hacerlo. Elders recibió un título de D.Sc. de Bates College en 2002.
En enero de 1993, Bill Clinton la nombró Cirujano General de los Estados Unidos, convirtiéndola en la primera afroamericana y la segunda mujer (después de Antonia Novello) en ocupar el puesto. En su audiencia de confirmación, Elders respondió a las críticas por un incidente en el que decidió no notificar al público que los condones que su departamento había estado distribuyendo en Arkansas eran defectuosos, con una tasa de fallas diez veces superior a la permitida. Elders dijo que "no sé" si la decisión había sido correcta, pero ella había creído en ese momento que la divulgación pública podría llevar a una pérdida de fe pública en la eficacia de los condones, que habría sido el mayor peligro. Ella era una elección controvertida y una fuerte defensora del plan de atención médica de Clinton, por lo que no fue confirmada hasta el 7 de septiembre de 1993. Como Cirujano General, Elders rápidamente se ganó la reputación de ser controvertida. Como muchos de los Cirujanos Generales antes que ella, ella era una abierta defensora de una variedad de causas relacionadas con la salud. Abogó por una exploración de la posibilidad de la legalización de las drogas y respaldó la distribución de anticonceptivos en las escuelas. El presidente Clinton apoyó a Elders, diciendo que ella fue incomprendida.

### Puntos de vista sobre la legalización de las drogas
Elders provocó críticas, así como censuras de la administración Clinton, cuando sugirió que la legalización de las drogas podría ayudar a reducir el crimen y que la idea debería ser estudiada. El 15 de diciembre de 1993, aproximadamente una semana después de hacer estos comentarios, se presentaron cargos contra su hijo Kevin por vender cocaína en un incidente que involucró a agentes encubiertos cuatro meses antes. Elders cree que el incidente fue una trampa y que el momento de los cargos fue diseñado para avergonzarla a ella y al presidente. Kevin Elders fue declarado culpable y condenado a 10 años de prisión, de los cuales cumplió cuatro meses. Apeló su condena a la Corte Suprema de Arkansas, y esa corte reafirmó la condena. El tribunal sostuvo que el Sr. Elders no demostró que estaba atrapado en la venta de narcóticos. No hubo más apelaciones.

### Comentarios sobre la sexualidad humana y el aborto
En enero de 1994, en el contexto del aborto, Elders dijo: "Realmente necesitamos superar esta historia de amor con el feto y comenzar a preocuparnos por los niños".
Más tarde ese año, fue invitada a hablar en una conferencia de las Naciones Unidas sobre el SIDA. Se le preguntó si sería apropiado promover la masturbación como un medio para evitar que los jóvenes se involucren en formas más riesgosas de actividad sexual, y ella respondió: "Según su pregunta específica con respecto a la masturbación, creo que es algo que forma parte de la sexualidad humana y es parte de algo que quizás debería enseñarse. Pero ni siquiera les hemos enseñado a nuestros hijos los conceptos básicos. Y siento que hemos intentado la ignorancia durante mucho tiempo y es hora de que intentemos la educación." Este comentario causó una gran controversia y resultó en que Elders perdiera el apoyo de la Casa Blanca. El jefe de gabinete de Clinton, Leon Panetta, comentó: "Ha habido demasiadas áreas en las que el presidente no está de acuerdo con sus puntos de vista. Esto es demasiado". [1] En diciembre de 1994, el presidente Clinton obligó a Elders a dimitir. En 1995, esto llevó al minorista de sexo positivo Good Vibrations a proclamar el 28 de mayo como el Día Nacional de la Masturbación en honor a la defensa de Elders.
Una colección de sus artículos profesionales se encuentra en la Biblioteca Nacional de Medicina en Bethesda, Maryland.
Recibió un premio Candace de la National Coalition of 100 Black Women en 1991.